# Г-7 (финансови министри)
Г 7 или „Групата на седемте“ (на английски език - G7) е среща на финасовите министри от групата на седемте най-развити индустриални държави. Създадена е през 1976 година, когато Канада се присъединява към групата на шестте най-развити държави: Франция, Германия, Италия, Япония, Великобритания и САЩ.
Финансовите министри на тези държави се срещат няколко пъти в годината, дискутирайки икономически въпроси.
| Страни от Г 7 1. Канада 2. Франция 3. Германия 4. Италия 5. Япония 6. Великобритания 7. САЩ |